# Geolokationssoftware
Geolokationssoftware wird dazu benutzt, um den Standort von Personen oder Systemen zu ermitteln. Im Internet beispielsweise kann eine IP-Adresse einem Land, einer Organisation und/oder bestimmten Benutzern zugeordnet werden; anschließend kann auf den Standort geschlossen werden. Andere Möglichkeiten zur Geolokation sind die Untersuchung der MAC-Adresse, von Kreditkarteninformationen oder Daten des IPTC.

## Datenquellen
Es gibt eine Vielzahl von Datenbanken für Geolokationssoftware. Die Registrierung ist zum Teil kostenpflichtig. Die Angaben reichen hier vom Staat bis zum Ort, wobei die Genauigkeit variiert (im Allgemeinen ist sie auf Staatsebene höher). Diese Datenbanken beinhalten typischerweise Informationen über die IP-Adresse(n), welche von Firewalls, Werbeservern, Webseiten und anderen automatisierten Systemen verwendet werden können, bei denen eine Geolokation nützlich sein könnte. Alternativ zur Bereitstellung und Abfrage einer Datenbank können Ländercodes einer bestimmten IP-Adresse per DNS-Abfrage ermittelt werden.
Die Hauptquelle für IP-Adressdaten sind die Regional Internet Registries, welche die IP-Adressen den Organisationen ihrer jeweiligen Region zuweisen bzw. sie unter ihnen verteilen:
- Réseaux IP Européens Network Coordination Centre (RIPE NCC)
- American Registry for Internet Numbers (ARIN)
- Asia-Pacific Network Information Centre (APNIC)
- Latin American and Caribbean Internet Address Registry (LACNIC)
- African Network Information Centre (AfriNIC)

Sekundäre Quellen sind unter anderem:
- Data-Mining bzw. Lokationsdaten, die vom Benutzer angegeben werden. Beispielsweise kann eine Website für Wettervorhersagen Besucher nach einem Ortsnamen fragen, um eine lokale Vorhersage anzeigen zu können. Des Weiteren können Adressinformationen eines Benutzerkontos in Verbindung mit einer IP-Adresse verwendet werden.

- Von Internetdienstanbietern zur Verfügung gestellte Daten.
- Die Kombination von Informationen aus Datenbanken verschiedener Anbieter.
- Einschätzungen basierend auf dem IP-Bereich und/oder auf der Anzahl der Netzwerk-Hops.

Möglichkeiten zur Verbesserung der Genauigkeit:
- Das Erkennen und (falls möglich) Korrigieren offensichtlich falscher Ergebnisse
- Statistische Analysen von Angaben verschiedener Benutzer

## Datenschutz
Generell kann zwischen kooperativer und nonkooperativer Geolokation unterschieden werden. In einigen Fällen liegt es im Interesse der Benutzer, genau lokalisiert zu werden, sodass ihnen entsprechende, vom Standort abhängige Informationen zur Verfügung gestellt werden können. In anderen Fällen ist dies zum Beispiel aus Datenschutzgründen nicht gewünscht.
Technische Maßnahmen zur Wahrung der Anonymität, beispielsweise Proxys, können dazu benutzt werden, durch Geolokationssoftware auferlegte Beschränkungen zu umgehen. Manche Websites erkennen die Benutzung von Proxys und Anonymisierern und können entweder den Dienst verweigern oder nicht-standortgebundene Informationen zur Verfügung stellen.

## Anwendungen
Techniken zur Geolokation wurden erst seit 1999 entwickelt, die ersten Patente wurden im Jahre 2004 erteilt. Die Techniken werden bereits vielfach genutzt, unter anderem im Elektronik-Einzelhandel, im Bankwesen, von Medien, in Onlinespielen und in der Strafverfolgung, um Onlinebetrug zu verhindern, um die Einhaltung von Vorschriften sicherzustellen, um die Rechte an Daten zu verwalten und um Marketing und Preispolitik zielorientiert durchführen zu können.

### Kriminaluntersuchungen
Banken, Softwareanbieter und andere Onlineunternehmen unterliegen nun strengen Vorschriften zur Prüfung von Neukunden („Know your customer“), die von verschiedenen Behörden in Europa und den USA festgelegt wurden. Diese Vorschriften sollen Geldwäsche, Geschäfte mit terroristischen Organisationen und Handel mit bestimmten Staaten verhindern. Indem der tatsächliche Standort von Besuchern einer Website ermittelt wird, kann Geolokation Banken davor schützen, an Transfers von Geldsummen für illegale Zwecke teilzunehmen.

### Erkennung von Betrug
Mithilfe von Geolokation kann Kreditkartenbetrug aufgedeckt werden, indem der Ort, an dem eine Bestellung aufgegeben wurde mit der Meldeadresse des Inhabers verglichen wird. Bei Unstimmigkeiten handelt es sich möglicherweise um einen Betrug. Banken können den Standort eines Benutzers als Teil der Authentifizierung verwenden, um Phishing, Geldwäsche und anderen Sicherheitsrisiken vorzubeugen. Setzt man Ort und Zeitpunkt zweier aufeinanderfolgender Anmeldevorgänge miteinander in Beziehung, kann man auf missbräuchliches Verhalten schließen, wenn es unmöglich ist, die errechnete Distanz in dem gemessenen Zeitraum zu überwinden.
Regierungen, Strafverfolgung und Sicherheitsunternehmen benutzen Geolokation als Werkzeug, um die Datenwege von Onlinebetrügern zu verfolgen, die Straftäter ausfindig zu machen und so zukünftigen Angriffen, die von diesem Ort ausgehen würden, vorbeugen.

### Zensur
Es gibt Vorschläge, dass der Gesetzgeber die Benutzung von Geolokationssoftware anordnen soll, um Anbieter rechtswidriger Webinhalte ausfindig zu machen oder die Einhaltung internationaler Handelsabkommen sicherzustellen.

### Geomarketing
Da Geolokationssoftware den Standort eines Benutzers ermitteln kann, können Unternehmen Geomarketing nutzen um Webinhalte oder Produkte anzubieten, die in der jeweiligen Region von Nutzen sind. Werbung kann somit auf die Benutzer zugeschnitten werden.

### Regionale Lizenzierung
Online-Videohändler und Anbieter von Live-Streams, zum Beispiel für Sportevents, dürfen ihre Angebote nur bestimmten vertraglich festgelegten Regionen zur Verfügung stellen. Indem die Zuschauer lokalisiert werden, können die Anbieter sichergehen, sich an lizenzrechtliche Regulationen zu halten. Auch Online-Casinos müssen den Standort ihrer Teilnehmer kennen, da sonst das Risiko besteht, gegen Gesetze von bestimmten Staaten zu verstoßen, die das Onlineglücksspiel verbieten.

### Standortabhängige Inhalte
Websites können durch Geotargeting Inhalte anzeigen, die je nach Standort variieren, so leitet google.com auf google.de weiter, wenn die Seite aus Deutschland aufgerufen wird. In verschiedenen europäischen Ländern zeigen Google oder Yahoo! keine Ergebnisse mit negationistischen Inhalten an.

### Bekämpfung von Spam
Trotz einiger Kontroversen benutzen einige Internetdienstanbieter Geolokation, um Spam zu verhindern. Einige Länder sind dafür bekannt, kaum oder gar nicht gesetzlich gegen Spam vorzugehen; mit Hilfe von Geolokationssoftware können Internetdienstanbieter Nachrichten und Beiträge aus diesen Ländern identifizieren bzw. markieren.